# FC Hanau 93
Pour les articles homonymes, voir Hanau (homonymie).
Maillots
Le FC Hanau 93 est un club allemand de football basé à Hanau.

## Histoire

### 1893 / 1945
Le club fut fondé en 23 mars 1893, au restaurant "Mohr" dans la Krämerstraße, par dix passionnés de sport qui aimaient jouer au football. À cette époque, dans l'Empire de Guillaume II (dont la maman était pourtant la fille de la Reine Reine Victoria), les "amusements britanniques" que sont le football ou le rugby, n'ont pas encore la préséance sur la Gymnastique, l'Escrime ou la Natation. Ce fut pourtant sous l'appellation 1. Fussball Club Hanauer vom 1893 que fut fondée le cercle. Celui-ci se revendique d'ailleurs plus ancien club football de la Hesse. Lors de sa première années d'existence, le club disputa une demi-douzaine de rencontres.
En 1894, la Deutscher Fußball-und Cricketbund (une des premières fédérations créées en Allemagne), organisa une compétition clôturée par une finale "nationale". Le 1. FC Hanauer devait affronter le Berliner FC Viktoria 1889. Mais le club de la Hesse ne put réunir l'argent nécessaire au voyage vers la capitale impériale et déclara forfait.
En 2007, soit 113 ans plus tard, cette finale fut enfin jouée avec le soutien enthousiaste de Theo Zwanziger, le président de la DFB. Le match aller vit la victoire du "Viktoria 89" (3-0) alors que le retour, le 28 juillet se solda par un partage (1-1). Ces matches furent joués avec de lourds ballons en cuir comme ceux employés à la fin du XIXe siècle .
En janvier 1900, le club fut un des fondateurs de la Fédération allemande de football (DFB).
Entre 1902 et 1905, le 1FC Hanauer 93 disputa, sans succès, plusieurs finales du championnat local. En 1907, des manipulations bureaucratiques le privèrent du titre. En 1909, le 1FC Hanauer remporta enfin son premier sacre local. Peu avant cette victoire, le club avait été un des fondateurs de la Nordkreis-Liga. Il joua dans cette ligue jusqu'au déclenchement de la Première Guerre mondiale.
Après le premier conflit mondial, le FC Hanau 93 évolua dans la Kreisliga Nordmain, mais sans réellement briller.
En 1926, Hanau eut des querelles juridiques avec le FSV Frankfurt et se retrouva exclu de la ligue pendant une courte période. Ce fut "l'Affaire Linnighäuser". Le FSV Frankfurt aligna le joueur Linnighäuser alors que celui-ci n'était pas en ordre d'affiliation. Le club de Francfort perdit les points sur le tapis vert et Haunau 93 fut déclaré champion. Mais cependant la Fédération fit marche arrière et fit jouer un test-match qui fut remporté par le FSV Francfort. Outré, Hanau 93 alla au tribunal et se retrouva suspendu par la Fédération.
De la fin des années 1920, à l'entame des années 1930, Hanau 93 participa à la Bezirksliga Main-Hessen of the Süddeutschland Fussball-Verband (SDFV).
Dès leur arrivée au pouvoir, en 1933, les Nazis exigèrent une réforme des compétitions de football. Ce fut la création des Gauligen, seize ligues régionales (équivalent D1). Le FC Hanau 93 joua en Gauliga Hesse et remporta trois titres. Le club atteignit aussi les quarts de finale de la Tschammer Pokal 1935, l'ancêtre de l'actuelle DFB-Pokal. 
En 1941, la Gauliga Hesse fut scindée en deux ligues. Hanau 93 joua dans la Gauliga Hesse-Nassau jusqu'au terme de la Seconde Guerre mondiale.

### Depuis 1945
Après la capitulation de l'Allemagne nazie, les clubs et associations allemands furent dissous par les Alliés. Le club fut rapidement reconstitué, mais ne fut pas repris immédiatement dans les plus hautes ligues. D'une part parce que la priorité y fut donnée aux clubs des plus grandes villes mais d'autre part parce que le club n'avait plus de terrain. Le sien était occupé par les troupes américaines.
À la fin de la saison 1952-1953, le FC Hanau 93 monta en 2. Oberliga Süd, une série régionale équivalent à une D2 actuelle. 16e sur 18 équipes, la saison suivante, le club se stabilisa ensuite au milieu du classement, avec une 4e place finale en 1956. À la fin de la saison 1959-1960, Hanau 93 termina 17e et fut relégué, mais remonta au bout d'une saison.
À la fin de la saison 1962-1963, le club échoua à la 17e place sur 18 et fut donc loin des places donnant accès à la Regionalliga (D2) créée en même temps que la Bundesliga pour la saison suivante.
Le FC Hanau 93 resta alors dans l'anonymat des séries amateurs jusqu'en 1978. À cette époque, sous la Bundesliga se trouvait la 2.Bundesliga (jouée en deux séries "Nord" et "Sud") puis les séries amateurs dont la plus haute était l'équivalent de la D3 (excepté pour la région Nord et Berlin-Ouest qui avaient maintenu une Oberliga). Hanau fut donc promu de la Verbansliga Sud vers la 2.Bundesliga Sud. Le club fut relégué après une saison, 17e sur 20, il lui manqua deux points par rapport au SV Waldhof Mannheim. Le club descendit au 3e niveau, l'Oberliga Hesse, créée à partir de la saison suivante.
En 1982-1983, Hanau 93 termina 18e sur 19 et descendit en Amateurliga dont il put remonter en 1984. Deux ans plus tard, le cercle se classa dernier et retourna à l'étage en dessous. Il ne remonta plus jamais aussi haut dans la hiérarchie allemande.
Jusqu'à nos jours, le FC Hanau 93 ne quitta plus les séries amateurs et n'apparut pas au 4e niveau (Oberligen régionales) créée depuis la réunification allemande de 1990.

## Palmarès
- Champion de la Gauliga Hesse: 3 (1935, 1936, 1938)
- Champion de la NordKreisliga: 1 (1916)
- Champion Verbandsliga Hesse: 3 (1953, 1961, 1978) (à ces époques pas d'Oberliga Hesse)
- Champion Landesliga Hesse-Süd: 2 (1973, 1976)
- Vainqueur de la Coupe de Hesse: 2 (1950, 1978)